# Alexander Bain (Philosoph)

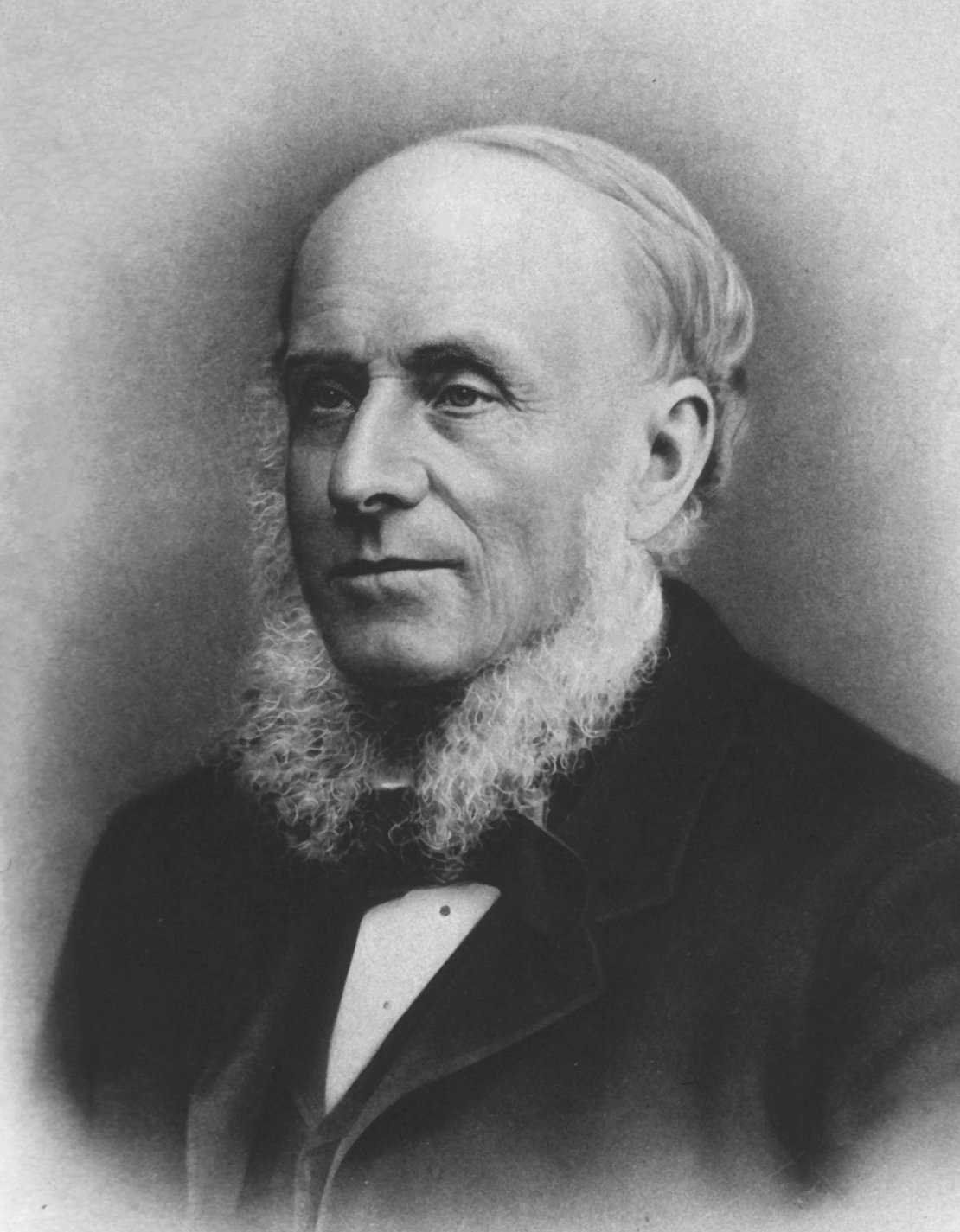
Alexander Bain.

Alexander Bain (* 11. Juni 1818 in Aberdeen; † 18. September 1903 in Aberdeen) war ein schottischer Philosoph, Psychologe und Pädagoge.

## Leben
Alexander Bain besuchte in Aberdeen die Gilcomston School und half in der Freizeit seinem Vater – einem ehemaligen Soldaten, der nach seiner Entlassung aus dem Militärdienst als Weber arbeitete – beim Weben. In der Schule fielen seine guten Leistungen einem Lehrer auf, der zugleich am Marischal College der später daraus hervorgegangenen University of Aberdeen lehrte. Dank dessen Förderung wurde Bain 1836, im Alter von 18 Jahren, ins Marischal College aufgenommen. An der Universität beschäftigte er sich gleichermaßen mit Mathematik, Physik, Naturphilosophie und Moralphilosophie, unterstützte aber weiterhin auch seinen Vater beim Weben. Gegen Ende des Studiums begann er, Artikel u. a. zu technischen Themen für die London and Westminster Review zu schreiben. Zu dieser Zeit machte er die Bekanntschaft von John Stuart Mill, dessen empiristische Lehren ihn erheblich beeinflussten und mit dem er bis zu dessen Tod befreundet blieb.
Nachdem er sein Studium mit dem Magister-Grad abgeschlossen hatte, wurde er 1845 Professor für Mathematik und Naturphilosophie an der Anderson’s University in Glasgow. 1848 wechselte er nach London, wo er unter Edwin Chadwick beim Board of Health beschäftigt war. 1860 ging er zurück nach Aberdeen, wo er an der Universität die neugeschaffene Regius Professur für Logik besetzte und Logik sowie – wie in den 1860er-Jahren üblich – Englisch unterrichtete. Die von ihm verfasste Englische Grammatik und sein Engagement für einen methodisch durchdachten Englischunterricht in den schottischen Schulen führten zu einer Modernisierung der Didaktik des Faches.
Alexander Bain gilt als früher Verfechter einer wissenschaftlichen Psychologie, die das subjektive Erleben und alle Erkenntnis auf Sinneseindrücke zurückführt und nicht auf rein innere Vorgänge (also nicht auf Introspektion). Bain gilt zusammen mit Mill und anderen als einer der Begründer der englisch-schottischen Schule der Assoziationspsychologie.

## Schriften (Auswahl)

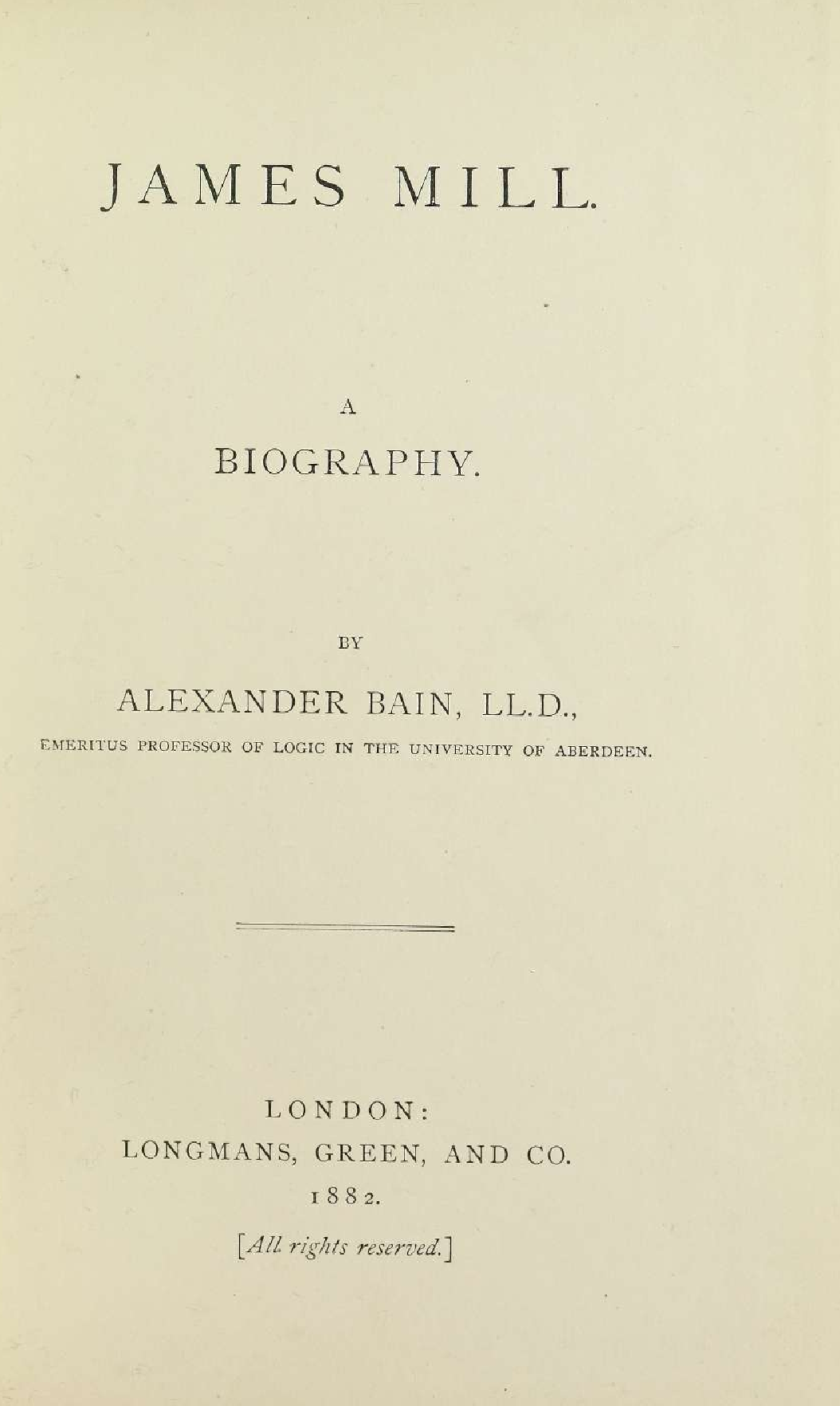
James Mill, 1882

- The Early Life of James Mill. In: Mind. Band 1, Nr. 1, 1876, S. 97–116.
- Spencer's „The Principles of Sociology“. In: Mind. Band 1, Nr. 1, 1876, S. 128–131.
- Mr. G. H. Lewes on the Postulates of Experience. In: Mind. Band, Nr. 1, 1876, S. 148.
- Pleasure and Pain. In: Mind (New Series). Band 1, Nr. 2, 1892, S. 161–187, doi:10.1093/mind/1.2.161.
- Education as a Science. D. Appleton and Company, New York 1884.
- Autobiography by Alexander Bain, LL.D. Longmans, Green, and Co., London, New York and Bombay 1904.

## Belege
1. ↑  William L. Davidson: Professor Bain. Nachruf in: Mind, Band 13, Nr. 49, 1904 S. 151–155, Volltext (PDF), auf Englisch

| Personendaten    | Personendaten                       |
| ---------------- | ----------------------------------- |
| NAME             | Bain, Alexander                     |
| KURZBESCHREIBUNG | schottischer Philosoph und Pädagoge |
| GEBURTSDATUM     | 11. Juni 1818                       |
| GEBURTSORT       | Aberdeen                            |
| STERBEDATUM      | 18. September 1903                  |
| STERBEORT        | Aberdeen                            |